# トリガー (アニメ制作会社)
株式会社トリガー（英: TRIGGER Inc.）は、日本のアニメ制作会社。ウルトラスーパーピクチャーズの子会社。日本動画協会正会員。

## 歴史
2011年8月22日、ガイナックスに所属していたアニメ演出家の大塚雅彦と今石洋之、制作プロデューサーの舛本和也の3人により設立された。ガイナックスの制作チームが会社として独立する形であった。また設立と同時に、同年に組織された持株会社「ウルトラスーパーピクチャーズ」にもグループ企業として名を連ねている。
社名は「作品が弾丸だとしたら、それを打ち出す引き金でありたい」との想いで名付けた。
設立のきっかけは「これから今石作品をどうするか」というものだった。また当時すでにアニメ制作はセルアニメからデジタルアニメへと転換し、ネット配信が本格化し始めるというアニメーションの在り方が変わってきている時期であり、ビジネスやスタッフの育成、ファンとの接し方という点で新しいことをやるには新しい場所の方がいいのではないかという考えもあった。
設立当初、代表取締役社長の大塚はまず「5年続くこと」を目標にし、5周年を迎えた際は「10年続くこと」を目標にしていたという。会社の展望については10年単位に分け、成長期・安定期・改革期の30年で見通しを立てている。最初の10年は自分たちが原作権を持つものを作り続ける成長期、2021年からの10年は作ったコンテンツや育った人材とそれらのノウハウを効率よく用いて人材育成と作品制作をコンスタントに行う安定期、そして2031年からは次世代のスタッフがTRIGGERの最前線に立って作品を生み出していく改革期と位置付けている。
2013年、スタジオの立ち上げ後初となるオリジナルのテレビアニメ作品『キルラキル』を制作。その後も『リトルウィッチアカデミア』『キズナイーバー』や『宇宙パトロールルル子』など、基本的に自社オリジナル作品を展開している。
2016年1月19日、福岡県博多区に福岡スタジオを開設。それまであまり手掛けてこなかった原作付き作品を受注できる体制作りを行うため、専門性に優れた職人気質のスタッフを多く集める東京スタジオに対し、福岡スタジオでは当初から作画を含めた全行程をデジタル化することでスタッフの間口を広げている。
2019年6月、スタジオを東京都杉並区から東京都中野区へ移転。
2021年、スター・ウォーズシリーズをもとに日本のアニメスタジオが制作したアンソロジー『スター・ウォーズ: ビジョンズ』で「THE TWINS」「The Elder」を担当、Disney+にてネット配信された。
2022年、ポーランドのゲーム会社CD Projekt REDからのオファーで彼らが開発したオープンワールドRPG『サイバーパンク2077』のスピンオフアニメ『サイバーパンク エッジランナーズ』を制作、Netflixにてネット配信された。同作は2023年3月、200を超える国と地域のアニメファンによる約1800万の投票で決まる「クランチロール・アニメアワード2023」で最高賞である「アニメ・オブ・ザ・イヤー」に輝いた。
2025年1月、スタジオを東京都武蔵野市へ移転。

## 特色
力強くスタイリッシュなキャラクター、パワフルな作画、大胆なカット割りや演出、怒涛のストーリー展開など、作品ごとに監督の色が強く出た個性的な作品群は高い支持を獲得、国内のみならず海外のアニメファンからも注目されるアニメスタジオとして確固たる地位を築いている。代表取締役社長の大塚雅彦が「TRIGGERのカラーは監督のカラー」と話す通り、今石洋之、吉成曜、雨宮哲といった監督たちが全力で打ち出す個々の強い個性が作品ごとに反映される。監督のカラーが出やすいのは作品の受注体制も関係している。主にオリジナル作品を制作するスタジオであるため、ゲームや映画、特撮作品などが原案の仕事を受けても、ストーリー自体は完全オリジナルであり、作品を一から組み立てていく過程で自ずと監督の個性も反映されるからである。
「なるべくオリジナル作品を作っていこう」ということは設立時から決まっていた。オリジナルにこだわっているのは、ユニークな監督たちの作りたいものを何とか形にしていくためと、作ったものをマネタイズしていくためであり、「自分たちでブランドを作り、自分たちが持っている原作権から得られる原作料を会社で働いてるスタッフやクリエイターに還元していく」という理念を掲げている。
設立時から海外を意識している。テレビアニメの制作費は、1990年代まではテレビ局から広告費の一部が支払われる方式だったが、2000年代以降は複数の企業が出資する製作委員会方式に置き換わった。パッケージ（Blu-ray・DVD）の売り上げで成り立つビジネスモデルだったが、それでも国内だけを意識していれば何とかなっていた。しかし、アニメの視聴方法がテレビの地上波放送からネット配信に移行し始めたことなどにより、国内だけではスタジオ経営が立ち行かなくなってきた。その一方で、ネット配信のおかげで海外のアニメファンが日本の作品に触れる機会が増大し、日本以外の国でも日本のアニメを求める機運が高まってきた。またガイナックス時代に海外イベントへ参加した経験などで海外に日本アニメのファンが大勢いることも実感していた。それらを背景に、初めから海外の顧客を意識した作品作りを行うことにした。
人材育成について、大塚はインタビューで「社内で作画を完結させたい」と語り、内製でアニメを制作することにこだわって設立当初から力を入れている。同じスタッフが継続して参加することで互いの連携や制作意欲が高まったり、監督が求める技術が磨かれていったりするからである。スタッフを固定することによって生じる「新しい血が入ってこない」「スタイルまで固定されてしまう」といった懸念よりも、作品を作るたびにリセットされるはずのスタッフの意識や技術を失わずに社内で蓄積できることによって生じる経済的なメリットの方が大きいという。また大塚は、「宮崎駿、庵野秀明のようなカリスマ、作家性の強い監督のもとに作られたアニメスタジオは後継者問題に悩まされているため、TRIGGERの裏のテーマは次の次の世代までの新たな監督を育てることである」とも語っている。
設立の目的のひとつとして「ファンとのコミュニケーションの促進」を挙げている。イベントや自社サイトを通じて制作状況や環境をオープンにするなど、ファンとの距離が近いのはガイナックス時代から意識的にやっていたことだったが、会社として積極的に行っていたものではなかった。またSNSで全世界とリアルタイムでやり取りができるようになり、ネット配信がどんどん広がって行くことも予想されたので、海外にも目を向けていく必要性も感じていた。そこでTRIGGER設立を機に、国内外を問わず、そうしたイベントなどにより力を入れることにした。設立以来、北米最大級のアニメコンベンション「ANIME EXPO」に毎年参加し、コロナ禍によってイベントを行うことが難しくなった際も、オンラインでの配信イベントを積極的に行った。

## 制作作品

### テレビアニメ
| 開始年 | 放送期間         | タイトル                             | 監督                    | アニメーション プロデューサー | 原作       | 共同制作                    |
| ------ | ---------------- | ------------------------------------ | ----------------------- | ----------------------------- | ---------- | --------------------------- |
| 2013年 | 10月 - 2014年3月 | キルラキル                           | 今石洋之                | 大塚雅彦 舛本和也             | オリジナル |                             |
| 2014年 | 10月 - 12月      | 異能バトルは日常系のなかで           | 大塚雅彦（総） 高橋正典 | 稲垣亮祐                      | 小説       |                             |
| 2016年 | 4月 - 6月        | 宇宙パトロールルル子                 | 今石洋之                | 舛本和也                      | オリジナル |                             |
| 2016年 | 4月 - 6月        | キズナイーバー                       | 小林寛                  | 堤尚子                        | オリジナル |                             |
| 2017年 | 1月 - 6月        | リトルウィッチアカデミア             | 吉成曜                  | 堤尚子                        | オリジナル |                             |
| 2018年 | 1月 - 7月        | ダーリン・イン・ザ・フランキス       | 錦織敦史                | 福島祐一                      | オリジナル | A-1 Pictures（CloverWorks） |
| 2018年 | 10月 - 12月      | SSSS.GRIDMAN                         | 雨宮哲                  | 舛本和也                      | 特撮       |                             |
| 2020年 | 4月 - 6月        | BNA ビー・エヌ・エー                 | 吉成曜                  | 堤尚子                        | オリジナル |                             |
| 2021年 | 4月 - 6月        | SSSS.DYNAZENON                       | 雨宮哲                  | 志太駿介                      | 特撮       |                             |
| 2024年 | 1月 - 6月        | ダンジョン飯                         | 宮島善博                | 志太駿介                      | 漫画       |                             |
| 2025年 | 7月 -            | New PANTY & STOCKING with GARTERBELT | 今石洋之                | 堤尚子                        | オリジナル |                             |

### 劇場アニメ
| 公開年 | 公開日  | タイトル                                      | 監督     | アニメーション プロデューサー | 原作       | 備考             |
| ------ | ------- | --------------------------------------------- | -------- | ----------------------------- | ---------- | ---------------- |
| 2013年 | 3月2日  | リトルウィッチアカデミア                      | 吉成曜   | 堤尚子                        | オリジナル | アニメミライ2013 |
| 2015年 | 10月9日 | リトルウィッチアカデミア 魔法仕掛けのパレード | 吉成曜   | 堤尚子                        | オリジナル |                  |
| 2019年 | 5月24日 | プロメア                                      | 今石洋之 | 舛本和也                      | オリジナル |                  |
| 2023年 | 3月24日 | グリッドマン ユニバース                       | 雨宮哲   | 志太駿介                      | 特撮       |                  |

### Webアニメ
| 配信年 | タイトル                                    | 監督              | アニメーション プロデューサー | 原作       | 備考                                                            |
| ------ | ------------------------------------------- | ----------------- | ----------------------------- | ---------- | --------------------------------------------------------------- |
| 2012年 | インフェルノコップ                          | 今石洋之 雨宮哲   | N/A                           | オリジナル |                                                                 |
| 2013年 | ターニングガールズ                          | 大塚雅彦 下連雀蓮 | N/A                           | オリジナル |                                                                 |
| 2015年 | 電光超人グリッドマン boys invent great hero | 雨宮哲            | N/A                           | 特撮       | 日本アニメ（ーター）見本市出品第9作                             |
| 2015年 | POWER PLANT No.33                           | 吉浦康裕          | N/A                           | オリジナル | 日本アニメ（ーター）見本市出品第11作 共同制作：スタジオ・リッカ |
| 2015年 | SEX and VIOLENCE with MACHSPEED             | 今石洋之          | N/A                           | オリジナル | 日本アニメ（ーター）見本市出品第14作                            |
| 2015年 | ヒストリー機関                              | 吉浦康裕          | 稲垣亮祐                      | オリジナル | 日本アニメ（ーター）見本市出品第29作 共同制作：スタジオ・リッカ |
| 2015年 | ニンジャスレイヤー フロムアニメイシヨン     | 雨宮哲            | 舛本和也                      | 小説       |                                                                 |
| 2021年 | スター・ウォーズ: ビジョンズ「The Twins」   | 今石洋之          | N/A                           | 映画       | Disney+より全世界配信                                           |
| 2021年 | スター・ウォーズ: ビジョンズ「The Elder」   | 大塚雅彦          | N/A                           | 映画       | Disney+より全世界配信                                           |
| 2022年 | サイバーパンク エッジランナーズ             | 今石洋之          | 志太駿介 堤尚子               | ゲーム     | Netflixオリジナル作品                                           |

### ゲーム
| 発売年 | タイトル                                    | 備考                                 |
| ------ | ------------------------------------------- | ------------------------------------ |
| 2012年 | PROJECT X ZONE                              | オープニングアニメーション制作       |
| 2016年 | 戦国アスカZERO                              | 新作プロモーションアニメーション制作 |
| 2017年 | リトルウィッチアカデミア 時の魔法と七不思議 | 劇中アニメーション制作               |
| 2019年 | キルラキル ザ・ゲーム -異布-                | 開発監修                             |
| 2019年 | インディヴィジブル 闇を祓う魂たち           | プロモーションアニメーション制作     |
| 2019年 | シャンティと7人のセイレーン                 | プロモーションアニメーション制作     |
| 2020年 | アイドリッシュセブン                        | 「Crescent rise」MV制作              |
| 2021年 | アズールレーン                              | コラボアニメーションPV制作           |
| 2023年 | Omega Strikers                              | アニメオープニング映像制作           |

### 書籍
- 『アニメを仕事に! トリガー流アニメ制作進行読本』 (星海社新書) 発売日：2014年5月23日、舛本和也 (著)

### 制作協力
| 年     | タイトル                             | 制作元請                                                           | 備考                               |
| ------ | ------------------------------------ | ------------------------------------------------------------------ | ---------------------------------- |
| 2011年 | THE IDOLM@STER                       | A-1 Pictures                                                       | 各話制作協力                       |
| 2012年 | ブラック★ロックシューター            | Ordet サンジゲン                                                   | 制作協力                           |
| 2012年 | ソードアート・オンライン             | A-1 Pictures                                                       | 各話制作協力                       |
| 2012年 | マギ                                 | A-1 Pictures                                                       | 各話制作協力                       |
| 2013年 | 戦勇。                               | Ordet ライデンフィルム                                             | 各話制作協力                       |
| 2013年 | ビビッドレッド・オペレーション       | A-1 Pictures                                                       | 各話制作協力、オープニング制作協力 |
| 2013年 | SHORT PEACE                          | サンライズ                                                         | 制作協力                           |
| 2013年 | 夜桜四重奏 〜ハナノウタ〜            | タツノコプロ                                                       | 各話制作協力、エンディング制作協力 |
| 2014年 | テラフォーマーズ                     | ライデンフィルム                                                   | 各話制作協力                       |
| 2014年 | ブラック・ダイナマイト               | カートゥーン ネットワーク・スタジオ N-BOMB SQUAD MOIアニメーション | シーズン2オープニング              |
| 2015年 | ハッカドール THE あにめ〜しょん      | クリエイターズインパック                                           | 制作協力                           |
| 2021年 | シン・エヴァンゲリオン劇場版         | カラー                                                             | 制作協力                           |
| 2024年 | ウマ娘 プリティーダービー 新時代の扉 | CygamesPictures                                                    | 作画協力                           |

### その他
| 年     | タイトル                  | 備考                                                       |
| ------ | ------------------------- | ---------------------------------------------------------- |
| 2013年 | 四百二十連敗ガール        | ファミ通文庫プレ15周年企画プロモーションアニメーション制作 |
| 2014年 | 美少女Mobage モバミちゃん | プロモーションアニメーション制作                           |
| 2014年 | ハッカドール              | プロモーションアニメーション制作                           |
| 2015年 | イロドリミドリ            | プロモーションアニメーション制作                           |
| 2019年 | ダンジョン飯              | アニメーションCM                                           |
| 2021年 | グリッドナイトファイト    | 協力                                                       |

## 不祥事

### 2016年のWeb限定CM公開停止問題
2016年にトリガーが制作し、8月2日にYouTubeで公開したキリンの缶入りチューハイ「氷結」のプロモーション動画について、アルコール薬物問題全国市民協会（ASK）と主婦連合会は、発売販売元のキリンへ動画の非公開を求める要望書を提出した。内容上拘束するものではないものの、未成年が視聴することも勘案してほしい旨をキリンが汲み取り非公開化した。
一方で、翌2017年1月16日にアニメファンらは再公開を求め、change.orgにて署名を集める活動を始めた。
なお、同サイトによると2017年1月19日現在で2672名の署名を集めている。

### 長時間労働問題
2020年6月30日、「元従業員の長時間労働や裁量労働制の誤った運用による未払い残業代について元従業員と団体交渉を行っていました」と公式サイト内にて報告した。
元従業員は、自身が加入する労働組合「ブラック企業ユニオン」を通じて団体交渉を行い、無事解決した。
元従業員は、「大変でしたが、無事解決してよかったです。この業界で正しく裁量労働制が運用されることを願います」と話している。
株式会社トリガーは「弊社は今後も労働条件の改善に努めていきます。」と話している。
この団体交渉は今回合意に至り、円満解決となった。

## 関連人物
- 今石洋之
- 吉成曜
- すしお
- 雨宮哲
- 大塚雅彦
- 柴田由香
- 久保田誓
- 中島かずき
- 若林広海